# Lawson Tait
Robert Lawson Tait (Edimburgo, 1º maggio 1845 – Llandudno, 13 giugno 1899) è stato un medico britannico. Insieme a James Marion Sims è considerato uno dei padri della ginecologia.

## Attività scientifica
Sviluppò tecniche innovative nella chirurgia pelvica e addominale focalizzando l'attenzione sull'asepsi e riducendo in tal modo la mortalità post-operatoria. 
A lui si deve l'introduzione, nel 1883, della salpingectomia come trattamento delle gravidanze extra-uterine.